# آرسن گیتینوف
آرسن گیتینوف (به روسی: Арсен Гитинов؛ زادهٔ ۱ ژوئن ۱۹۷۷) کشتی‌گیر پیشین اهل روسیه در دستهٔ سبک‌وزن کشتی آزاد است. او در المپیک ۲۰۰۰ سیدنی مدال نقره را کسب کرد اما در سال‌های بعد در مسابقات قهرمانی کشور روسیه به تیم ملی راه نیافت و برای کشور قرقیزستان کشتی گرفت. او در دستهٔ ۷۴ کیلوگرم ملی‌پوش قرقیزستان بود که در المپیک ۲۰۰۸ پکن به مقام هفتم رسید.